# Zeeland
Zeeland (nizozemski: Zeeland – "Morska zemlja") jedna je od 12 nizozemskih provincija, smještena na jugoistoku zemlje uz granicu sa Belgijom. 

## Geografija
Zeeland čini niz otoka i poluotoka, te jedan dio kopna na jugu. Otoci i poluotoci koji sačinjavaju Zeeland su: 
- Južni Beveland (poluotok)
- Valheren (poluotok)
- Severni Beveland (otok)
- Tolen (poluotok)
- Šouven-Dujveland (otok)
- Sint Filipsland (poluotok)

Glavni grad provincije je Middelburg, najveći je Terneuzen, a značajna je i morska luka Vlisingen. Prema popisu stanovništva iz 2023. broj stanovnika Zelanda je 391 124.

## Vanjske poveznice
- Službene stranice provincije (nizoz.)